# Reci (gmina)
Reci – gmina w Rumunii, w okręgu Covasna. Obejmuje miejscowości Aninoasa, Bita, Reci i Saciova. W 2011 roku liczyła 2304 mieszkańców.